# Elyse Sewell
Elyse Sewell (Albuquerque, 10 giugno 1982) è una modella statunitense.
È nota per la sua partecipazione ad America's Next Top Model.
Dopo aver conseguito tutti i suoi studi nella città natale, ha lavorato come assistente di ricerca in un laboratorio di biologia evoluzionistica. Partecipa nel 2003 al programma di Tyra Banks, allora in onda su UPN, dove arriva al terzo posto.
Anche se non ha vinto, ha riscosso molto successo come modella soprattutto in Asia, lavorando principalmente a Hong Kong.
Ha lavorato per Chanel ed è apparsa sulla copertina di Harper's Bazaar di Hong Kong.
Nel 2008 è stata accusata di aggressione domestica con l'allora fidanzato Martin Crandall, tastierista dei The Shins, ma in seguito sono stati assolti.